# Пјано Инзедијаменти Продутиви Кампу Ђавезу (Сасари)
Пјано Инзедијаменти Продутиви Кампу Ђавезу је насеље у Италији у округу Сасари, региону Сардинија.
Према процени из 2011. у насељу је живело 12 становника. Насеље се налази на надморској висини од 422 м.